# SB-204070
SB-204070 é um fármaco que atua como antagonista seletivo de alta potência no subtipo do receptor de serotonina 5-HT4 (e também como um agonista parcial fraco), sendo utilizado em pesquisas médicas que investigam as funções desempenhadas pelo 5-HT4.